# Lee Hae-in
Lee Ji-young (Hangul: 이지영), més coneguda pel seu nom artístic Lee Hae-in, és una pianista, actriu, model i cantant sud-coreana. Exmembre del grup Gangkiz. Treballa per a l'agència de models Log In Entertainment. A YouTube publica les seves interpretacions d'obres a piano amb el pseudònim de Leezy.

## Filmografia
- H.I.T (MBC, 2007)
- Golden Fish (MBC, 2010)
- Welcome to the Show (SBS, 2011)
- Vampire Idol (MBN, 2011)
- Five Fingers (SBS,2012)
- Bayside Shakedown The TV Special (Fuji TV, 2012)
- A Tale of Two Sisters (KBS1, 2013)
- Inspiring Generation (KBS2, 2014)
- Witch's Castle (SBS, 2015-2016)
- My Secret Romance (OCN, 2017)

## Musicals
- 2011: Coyote Ugly
- 2011: Cats on the Roof